# Acclamatio

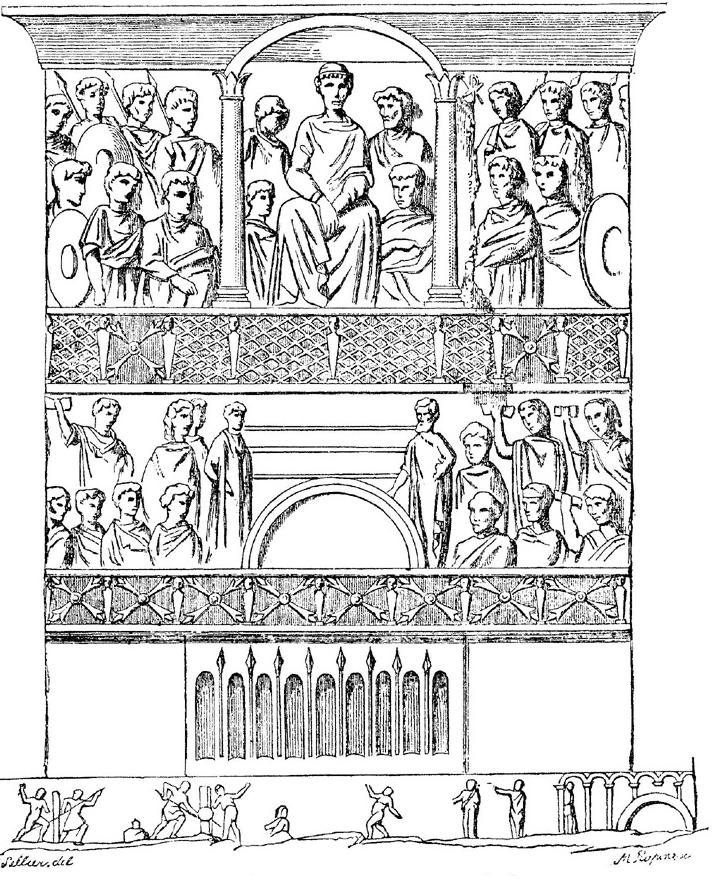
Acclamatio van de keizer in de hippodroom van Constantinopel (reliëf op de basis van de obelisk van Theodosius I).

Acclamatio (< acclamare = ad (toe) + clamare (roepen)) was in het oude Rome de openbare uitdrukking van de goed- of afkeuring, genoegen of ongenoegen etcetera door luid gejuich.

## Romeinse Republiek
Bij vele gebeurtenissen schijnen bepaalde vormen van acclamatio gebruikelijk geweest te zijn bij de Romeinen, zoals bij Romeinse huwelijken, Io Hymen, Hymenaee of Talassio (zie Livius, I 9.); bij triomftochten, Io triumphe, Io triumphe; aan het eind van toneelstukken riep de laatste acteur Plaudite ("applaudisseer") uit naar de toeschouwers; een redenaar werd gewoonlijk geprezen met uitdrukkingen zoals Bene et praeclare ("goed en zeer mooi"), Belle et festive ("mooi en feestelijk"), Non potest melius ("het kon niet beter"), enzovoort (Cic., De Orat. III 26.)

## Keizertijd
Onder het keizerrijk werd acclamatio ook gebruikt om de lof en vleierijen aan te duiden die de senaat aan de keizer en zijn familie toewuifde. Deze acclamationes, die herhaaldelijk door de Scriptores Historiae Augustae worden geciteerd, waren dikwijls van aanzienlijke lengte en het schijnt dat deze door alle senatoren werden gescandeerd. Er waren regelmatige acclamationes die door de mensen werden gescandeerd, waarvan een van de gebruikelijkste Dii te servent ("Mogen de goden jou behoeden"). (Capitol., Maxim. duo 16, 26, Gordian. tres 11; Lamprid., Alex. Sever. 6-12 ; Vopisc., Tac. 4, 5, 7, Prob. 11.)